# کین-دزا-دزا!
کین-دزا-دزا! (روسی: Кин-дза-дза!) یک فیلم علمی–تخیلی ویران‌شهر کمدی سیاه فیلم کالت محصول اتحاد جماهیر شوروی با کارگردانی گیورگی دانلیا و نویسندگی گیورگی دانلیا و رِوِز گابریادزه است که توسط قدیمی‌ترین استودیوی فیلم در اروپا، استودیوی موس‌فیلم در ۱۹۸۶ منتشر شد.
این فیلم به صورت رنگی و در دو بخش در مجموع در ۱۳۵ دقیقه ساخته شد.
از بازیگران این فیلم می‌توان به استانیسلاو لیوبشین، لوان گابریادزه، یوگنی لئونف، و یوری یاکوولیف اشاره کرد.
یک کارگر ساختمانی و یک دانش آموز با فشار دکمه‌ای اشتباه بر روی یک سیاره فراحسی و پیشرفته به نام پلوک (Pluke) فرود می‌آیند که در آن یک سری حوادث عجیب و غریب و خنده دار آشکار اتفاق می‌افتد. زندگی، فلسفه و ساختارهای اجتماعی ساکنان این سیاره توسط انسان‌های روی زمین تکرار می‌شود و این روش غیرمعمول ماجراهای سرگرم‌کننده و فکری را پدیدمی‌آورد.
در اول دسامبر ۲۰۱۶ به مناسبت ۳۰مین سالروز پخش این فیلم، موتور جستجوی گوگل گوگل دودل صفحه اصلی خود را در روسیه تغییر داد.